# Maxomys dollmani
Maxomys dollmani är en däggdjursart som först beskrevs av Ellerman 1941.  Maxomys dollmani ingår i släktet taggråttor, och familjen råttdjur. IUCN kategoriserar arten globalt som otillräckligt studerad. Inga underarter finns listade i Catalogue of Life.
Arten är bara känd från två mindre områden på Sulawesi. Den hittades i bergstrakter vid 1830 respektive 1500 meter över havet. Habitatet utgörs av tropiska städsegröna bergsskogar.